# Kvægmyg
Kvægmyg (Simuliidae) eller knot er en slægt i underordenen myg (Nemocera) blandt tovingerne. Kvægmyggen er udbredt over hele verden.
Kvægmyg er små eller meget små myg på to til seks millimeter størrelse med et højt buet rygskjold, en lille bagkrop, korte antenner samt stærke og korte ben. Vingerne er brede i forhold til dyrets lille størrelse, hvilket får dem til at ligne fluer. Hunnerne er gråsorte, mens hannerne er sorte.
Larverne lever i rindende vand, hvor de sidder i grupper med bagenden fastgjort til sten eller planter. Inden forpupningen danner larven en kræmmerhuslignende kokon med åben top, ud af hvilken puppens hoved stikker frem med sine kvastlignende gæller. De optræder i sværme, hovedsagelig i områder med rindende vand. De er berygtede som plagedyr på grund af deres svidende bid (kvægmyg stikker ikke), der ofte fremkalder hævelser. De kan til og med dræbe heste og kvæg, når de er tilstrækkelig mange.